# Namrup
Namrup is een census town in het district Dibrugarh van de Indiase staat Assam. 

## Demografie
Volgens de Indiase volkstelling van 2001 wonen er 18921 mensen in Namrup, waarvan 54% mannelijk en 46% vrouwelijk is. De plaats heeft een alfabetiseringsgraad van 87%. 